# Judah Lewis
Judah Lewis (nascido em 2000 ou 2001)é um ator estadunidense.

## Vida
Lewis é filho de Hara e Mark Lewis, que são professores de atuação. Ele é judeu.

## Filmografia

### Filme
| Ano  | Título                       | Papel               | Nota |
| ---- | ---------------------------- | ------------------- | ---- |
| 2015 | Demolition                   | Chris Moreno        |      |
| 2015 | Point Break                  | Johnny Utah (jovem) |      |
| 2017 | The Babysitter               | Cole Johnson        |      |
| 2018 | Summer of '84                | Tommy "Eats" Eaton  |      |
| 2018 | The Christmas Chronicles     | Teddy Pierce        |      |
| 2019 | I See You                    | Connor Harper       |      |
| 2020 | The Babysitter: Killer Queen | Cole Johnson        |      |
| 2020 | The Christmas Chronicles 2   | Teddy Pierce        |      |
| 2023 | Suitable Flesh               | Asa                 |      |

### Televisão
| Ano  | Título            | Papel              | Nota        |
| ---- | ----------------- | ------------------ | ----------- |
| 2014 | Deliverance Creek | Caleb Barlow       | Telefilme   |
| 2015 | CSI: Cyber        | Denny Metz         | 1 episódio  |
| 2016 | Game of Silence   | Gil Harris (jovem) | 6 episódios |